# Lepanthes medusa
Lepanthes medusa är en orkidéart som beskrevs av Carlyle August Luer och Rodrigo Escobar. Lepanthes medusa ingår i släktet Lepanthes och familjen orkidéer.
Artens utbredningsområde är Colombia. Inga underarter finns listade i Catalogue of Life.